# Bässholmarna
Bässholmarna är öar nära Ön i Nagu,  Finland.   De ligger i Pargas stad i landskapet Egentliga Finland. Ön ligger omkring 2 kilometer väster om Ön, omkring 13 kilometer öster om Nagu kyrka,  28 kilometer söder om Åbo och 150 km väster om Helsingfors. Närmaste allmänna förbindelse är förbindelsebryggan vid Pensar som trafikeras av M/S Nordep.